# Усачики щетинистые
Усачики щетинистые (лат. Exocentrus) — род жуков из семейства усачей, подсемейства ламиин (Lamiinae) трибы Acanthocinini.

## Описание
Боковые шипы переднеспинки расположены позади середины бокового края и направлены назад. Надкрылья в длинных стоячих волосках. Голова личинки наполовину втянута в переднегрудь.

## Систематика
В мировой фауне 399 видов в 13 подродах.
- Exocentrus philippinensis Fisher, 1925
- Exocentrus sericeomaculatus Schwarzer, 1925
- Exocentrus lusitanus Linnaeus, 1767
- Exocentrus ritae Sama, 1985
- Exocentrus punctipennis Mulsant et Guillebeu, 1856
- Exocentrus adspersus Mulsant, 1846

## Распространение
Встречается в Евразии, Африке и Австралии. Центром видового богатства является Юго-Восточная Азия.